# Coast of Ireland Station (Royal Navy)
La Coast of Ireland Station fu una formazione navale della Royal Navy. Il comando ebbe sede a Queenstown, ora Cobh, in Irlanda dal 1797 al 1919. Il quartier generale dell'ammiraglio era all'Ammiragliato House.

## Storia
Le guerre rivoluzionarie francesi portarono Cobh, allora solitamente conosciuta come Ballyvoloon o The Cove of Cork, a svilupparsi come porto navale britannico cui fu assegnato un ammiraglio. La prima nomina di un "Ammiraglio in comando in Irlanda" o "Comandante in Capo, Cork" fu nel 1797.  Il posto rimase vacante tra il 1831 e il 1843. Nel 1849 fu rinominato come "Comandante in Capo, Queenstown" nel 1849 a seguito di una visita della regina Vittoria durante la quale la città di Cobh fu riniminata "Queenstown".
La carica divenne di "Ufficiale Superiore della Costa d'Irlanda" nel 1876. Il titolo fu nuovamente cambiato in Comandante in Capo, Costa d'Irlanda il 4 giugno 1917
Nel luglio 1915, il viceammiraglio Lewis Bayly assunse l'incarico di "Ufficiale Superiore della Costa d'Irlanda". Bayly aveva il compito di mantenere gli approdi della Gran Bretagna al sicuro dagli attacchi degli U-Boot tedeschi. Nel 1917, promosso ad ammiraglio, Bayly, fu insignito del titolo di "Commander-in-Chief, Stazione Costa d'Irlanda", e assunse il comando di una forza mista britannico-americana posta a difesa degli Approdi occidentali.  Mantenne questo incarico fino al 1919.
L'incarico, rinominato come "Comandante in Capo, Approcci Occidentali" nel 1919, e decadde alla fine della guerra d'indipendenza irlandese nel 1922. Quell'anno la città ritornò al nome Cobh. La Royal Navy continuò a inviare navi in Irlanda, in conformità con il trattato anglo-irlandese fino al 1938. Dopo la definitiva indipendenza dell'Irlanda, la presenza della Royal Navy era ormai ridotta a due cacciatorpediniere, uno di solito ancorato nella rada di Cobh, di fronte all'isola di Haulbowline, e uno di pattuglia, o ormeggiato a Berehaven. Queste "navi da guardia" furono ritirate e i forti del porto (Fort Westmoreland, Fort Carlisle e Fort Camden (Crosshaven) furono consegnati al governo irlandese nel 1938.

## Comandanti

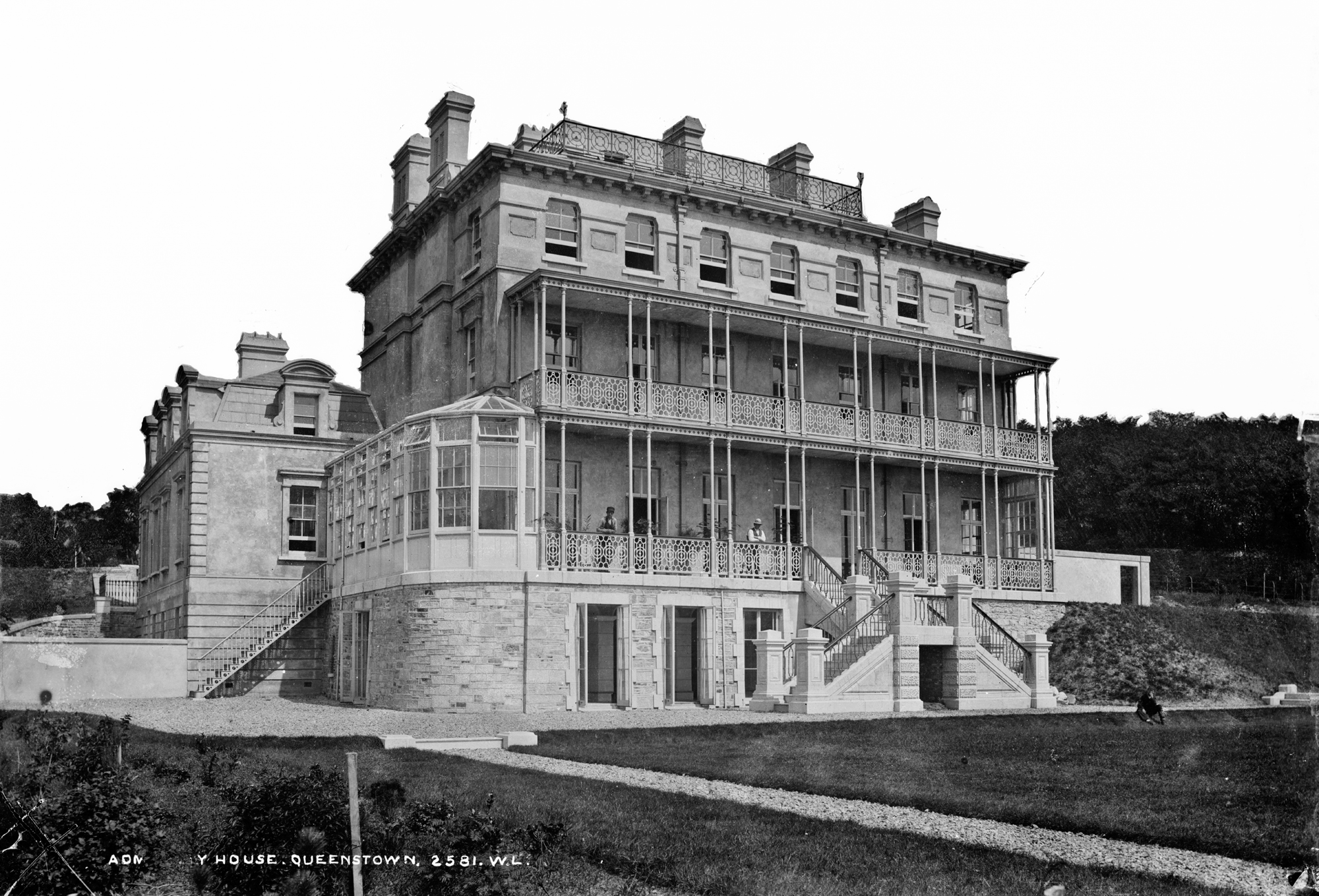
Admiralty House, Cobh, residenza del Comandante in Capo, Stazione Costa d'Irlanda dal 1886 al 1922

### Comandante in Capo, Stazione di Cork
- Vice-Ammiraglio Robert Kingsmill, I Baronetto (1797-1800)
- Vice-Ammiraglio Alan Gardner, I Barone Gardner (1800-1807)
- Vice-Ammiraglio James Hawkins-Whitshed (1807-1810)
- Vice-Ammiraglio Edward Thornbrough (1810-1813)
- Vice-Ammiraglio Herbert Sawyer (1813-1815)
- Contrammiraglio Benjamin Hallowell Carew (1816-1818)
- Contrammiraglio Josias Rowley (1818-1821)
- Contrammiraglio Lord Colville (1821-1825)
- Contrammiraglio Robert Plampin (1825-1828)
- Contrammiraglio Charles Paget (viceammiraglio) (1828-1831)

Nota: la carica rimase vacante fra il 1831 e il 1843

### Comandante in Capo, Cobh
- Contrammiraglio Hugh Pigot (1844-1847)[8]
- Contrammiraglio Thomas Ussher (1847-1848)

### Comandante in Capo, Queenstown
- Contrammiraglio Donald Mackay (1848-1850)
- Contrammiraglio Manley Hall Dixon (1850-1852)
- Contrammiraglio John Purvis (1852-1855)
- Contrammiraglio George Sartorius (1855-1856)
- Contrammiraglio Henry Ducie Chads (1856-1858)
- Contrammiraglio Charles Talbot (1858-1862)
- Contrammiraglio Lewis Jones (1862-1865)
- Vice-Ammiraglio Charles Frederick (1865-1867)
- Contrammiraglio Claude Buckle (1867-1868)
- Contrammiraglio Frederick Warden (1868-1869)
- Contrammiraglio Arthur Forbes (1869-1871)
- Contrammiraglio Edmund Heathcote (1871-1874)
- Contrammiraglio Robert Coote (1874-1876)

### Ufficiale Superiore sulla Costa d'Irlanda
- Contrammiraglio Henry Hillyar (1876-1878)
- Vice-Ammiraglio William Dowell (1878-1880)
- Contrammiraglio Richard Vesey Hamilton (1880-1883)
- Contrammiraglio Thomas Lethbridge (1883-1885)
- Contrammiraglio Henry Hickley (1885-1886)
- Contrammiraglio Walter Carpenter (1887-1888)
- Contrammiraglio James Erskine (1888-1892)
- Contrammiraglio Henry St John (1892-1895)
- Contrammiraglio Claude Buckle (1895-1898)
- Contrammiraglio Atwell Lake (1898-1901)
- Vice-Ammiraglio Edmund Jeffreys (1901-1904)
- Vice-Ammiraglio Angus MacLeod (1904-1906)
- Contrammiraglio George King-Hall (1906-1908)
- Contrammiraglio Alfred Paget (1908-1911)
- Vice-Ammiraglio Charles Coke (1911-1915)

### Comandante in Capo, Costa d'Irlanda
- Ammiraglio Lewis Bayly (1915-1919) (il titolo mutò il 4 giugno 1917)[9]

### Comandante in Capo, Approdi Occidentali
- Ammiraglio Reginald Tupper (1919-1921)
- Ammiraglio Ernest Gaunt (1921-1922)